# GALAXY ANGEL Duet
「GALAXY ANGEL Duet」（ギャラクシー・エンジェル・デュエット）は、2004年4月23日からブロッコリーより発売、バンダイビジュアルより販売された一連のシングルシリーズ。本項では、その応募者特典CD「フルフル銀河」についても記述する。

## 概要
『ギャラクシーエンジェル』のデュエットキャラクターソングシリーズ。全3タイトルと特典CD1タイトル。2004年4月23日から2004年7月23日にリリースされている。キャラクター2人ずつのキャラクターソングを3曲ずつと、トラック1、2それぞれのリミックスバージョンを収録している。
トラック5の曲は、3枚分を繋げると1つの曲「フルフル銀河」になる。このシリーズ3枚と、テレビアニメオープニングテーマ「エンジェル★ろっけんろー」、ゲーム『GALAXY ANGEL Eternal Lovers』主題歌「Angelic Symphony」の計5枚に付属している応募券を集めて応募すると、「フルフル銀河」とこのシリーズに収録された曲の解説を各キャラクターがするものを収録したCD「ギャラクシーエンジェル応募者全員サービス特製CD フルフル銀河」が貰えた。トラック1、2の曲は、このシリーズの曲を集めたベストアルバム『GALAXY ANGEL Duet Album『ANGEL SHAKE』』にも収録されている。

## リリース一覧

### 1 ミルフィーユ・桜葉&烏丸ちとせ
2004年4月23日発売。歌は、ミルフィーユ・桜葉（新谷良子）＆烏丸ちとせ（後藤沙緒里）。
収録曲
1. 笑顔にGet On! [4:25]
作詞・作曲：ゆうまお、編曲：藤田淳平（Elements Garden）
  - テレビ番組『GATV』オープニングテーマ
2. LOVE FROM SPACE [4:31]
作詞・作曲：ゆうまお、編曲：藤田淳平（Elements Garden）
3. 笑顔にGet On! 〜electro sound mix〜 [3:59]
作詞・作曲：ゆうまお、編曲：藤田淳平（Elements Garden）
4. LOVE FROM SPACE 〜ambient mix〜 [4:34]
作詞・作曲：ゆうまお、編曲：藤田淳平（Elements Garden）
5. カラフル銀河 [1:47]
作詞・作曲：ゆうまお、編曲：上松範康（Elements Garden）

### 2 蘭花・フランボワーズ&フォルテ・シュトーレン
2004年5月28日発売。歌は、蘭花・フランボワーズ（田村ゆかり）＆フォルテ・シュトーレン（山口眞弓）。
収録曲
1. アテンション! [4:47]
作詞・作曲：ゆうまお、編曲：藤間仁（Elements Garden）
2. オンナ同士 [3:55]
作詞・作曲：ゆうまお、編曲：藤間仁（Elements Garden）
3. アテンション! 〜more attention! mix〜 [3:44]
作詞・作曲：ゆうまお、編曲：藤間仁（Elements Garden）
4. オンナ同士 〜all night long mix〜 [3:55]
作詞・作曲：ゆうまお、編曲：藤間仁（Elements Garden）
5. パワフル銀河 [1:46]
作詞・作曲：ゆうまお、編曲：上松範康（Elements Garden）

### 3 ミント・ブラマンシュ&ヴァニラ・H
2004年6月25日発売。歌は、ミント･ブラマンシュ（沢城みゆき）＆ヴァニラ・H（かないみか）。
収録曲
1. 瞳にユートピア [4:33]
作詞・作曲：ゆうまお、編曲：藤田淳平（Elements Garden）
2. くっくー♪ [4:25]
作詞・作曲：ゆうまお、編曲：藤間仁（Elements Garden）
3. 瞳にユートピア 〜House mic〜 [3:51]
作詞・作曲：ゆうまお、編曲：藤田淳平（Elements Garden）
4. くっくー♪ 〜Before dawn mix〜 [3:50]
作詞・作曲：ゆうまお、編曲：藤間仁（Elements Garden）
5. ピースフル銀河 [1:45]
作詞：ゆうまお、作曲：上松範康（Elements Garden）、編曲：菊田大介（Elements Garden）

### フルフル銀河
2004年7月23日発送。アーティストは、エンジェル隊。
収録曲
1. フルフル銀河 [5:16]
作詞：ゆうまお、作曲：ゆうまお＆上松範康（Elements Garden）、編曲：上松範康＆菊田大介（Elements Garden）
2. 曲紹介1 笑顔にGet on! ミルフィーユ・桜葉
3. 曲紹介2 LOVE FROM SPACE 烏丸ちとせ
4. 曲紹介3 アテンション! 蘭花・フランボワーズ
5. 曲紹介4 オンナ同士 フォルテ・シュトーレン
6. 曲紹介5 瞳にユートピア ミント・ブラマンシュ
7. 曲紹介6 くっくー♪ ヴァニラ・H
8. メッセージ from 佐藤裕美